# Spyder (компанія)
Spyder — американський виробник преміального гірськолижного та зимового спортивного одягу.
Компанія була заснована у 1978 році колишнім професійним гірськолижником Девідом Джейкобсом і спочатку спеціалізувалася на створенні екіпірування для змагань.
Бренд Spyder був офіційним постачальником екіпірування для збірної США з гірськолижного спорту. Бренд доступний по всій Північній Америці, універмагах, магазинах спортивних товарів і спеціалізованих магазинах в Європі, Близькому Сході, Південній Кореї та Китаї.

## Історія
Spyder була заснована у 1978 році колишнім канадським гірськолижником Девідом Джейкобсом, який мав значний досвід у спортивній індустрії. Джейкобс був членом Канадської гірськолижної збірної у 1950-х роках, а згодом працював тренером.
Помітивши, що якісного екіпірування для лижників на ринку обмаль, він заснував компанію David L Jacobs, Incorporated у підвалі свого будинку. Першими продуктами стали спеціальні лижні штани з додатковими гумовими вставками для покращеного зчеплення. Вони швидко набули популярності серед професійних спортсменів.
Назва Spyder з'явилася, коли клієнти почали називати його дизайн «павуковими» штанами через їх характерні смуги, що нагадували павутину.

Лижник у костюмі з павутинням від бренду Spyder, 1986 рік

У 1980-х роках Spyder запровадила нові технології у виробництві спортивного одягу, зокрема водонепроникні та дихаючі матеріали. У 1989 році компанія стала офіційним постачальником екіпірування для збірної США з гірськолижного спорту, що зміцнило її позиції на ринку.
У 1994 році компанія відкрила свій європейський офіс у Швейцарії та почала активно експортувати продукцію до Європи.
На початку 2000-х Spyder представила кілька інноваційних розробок: — Xt.L™ — високотехнологічна мембрана для захисту від вологи та вітру, Thinsulate™ — утеплювач, що забезпечує збереження тепла при мінімальній вазі, DWR (Durable Water Repellent) — водовідштовхувальне покриття для додаткового захисту від снігу.
У 2004 році компанія була придбана приватною інвестиційною групою, що допомогло їй розширити виробничі потужності та маркетингові кампанії.
У 2013 році Spyder стала частиною Authentic Brands Group, яка спеціалізується на управлінні глобальними брендами. Після цього компанія оновила свій модельний ряд, додала екологічно чисті матеріали у виробництво та розширила асортимент продукції.
Сьогодні Spyder залишається провідним виробником зимового спортивного екіпірування, співпрацюючи з професійними спортсменами та олімпійськими командами.

## Технології та інновації
Spyder впровадила кілька передових технологій, що підвищують продуктивність та комфорт спортсменів:
- Spyder SpeedWyre™ — технологія, що зменшує опір повітря під час спуску.
- RECCO® Avalanche Rescue System — система рятувальних маячків для пошуку в разі лавини.
- GORE-TEX® — мембрана для захисту від води та вітру.

## Асортимент продукції
Spyder виробляє широкий спектр екіпірування, серед якого:
- Лижні куртки та штани
- Комбінезони
- Термобілизна
- Шапки, рукавиці, аксесуари
- Спортивний повсякденний одяг

## Спонсорство та вплив
Spyder є офіційним постачальником екіпірування США та підтримує провідних спортсменів, зокрема:
- Боде Міллер
- Ліндсі Вонн
- Тед Лігеті

Компанія також спонсорує великі спортивні заходи та міжнародні гірськолижні чемпіонати.

## Конкуренція
Spyder конкурує з провідними брендами зимового екіпірування, серед яких: The North Face, Columbia Sportswear, Patagonia, Arc'teryx та інші.